# Мондо (буддизм)
Мондо (яп. 問答, мондо:, букв. «питання-відповідь, діалог») — особлива практика, застосовується у дзен-буддизмі вчителем для надання учню певного імпульсу у розумінні суті вчення, досягненні просвітлення. Мондо являє собою звичайно вид діалогу, який проводиться у швидкому темпі, і складається з питань-відповідей, заснованих на грі слів, каламбурі, алогізмі, з використанням коанів.